# Dolina Szyszły
Dolina Szyszły (kod obszaru PLB060018) – obszar specjalnej ochrony ptaków sieci Natura 2000. Częściowo pokrywa się z ostoją ptaków Dolina Szyszły. Znajduje się w gminach Jarczów (833,5 ha), Lubycza Królewska (3,3 ha) i Ulhówek (1720,4 ha) w powiecie tomaszowskim (województwo lubelskie). Całkowita powierzchnia obszaru to 2557,21 ha. Obszar obejmuje dolinę niewielkiej rzeki Szyszły – dopływu Rzeczycy. Średnia wysokość nad poziomem morza to około 218 metrów.
Gatunkami chronionymi są m.in.:
- ptaki:
  - bąk
  - bączek zwyczajny
  - bocian biały
  - błotniak stawowy
  - błotniak łąkowy
  - orlik krzykliwy
  - zielonka
  - derkacz zwyczajny
  - dubelt
  - podróżniczek
  - wodniczka
  - gąsiorek
- ssaki:
  - bóbr europejski
  - wydra